# Naturhistorieselskabet
Naturhistorieselskabet var ett lärt sällskap, som var den enda institution som erbjöd undervisning i naturhistoria i Danmark mot slutet av 1700-talet. 
Upplysningstidens anda och en tilltagande kris inom lantbruket fick den danske kungen att inkalla utländska experter inom ekonomi, inklusive botanik och skogsbruk, till landet. Det självstyrande universitetet i Köpenhamn var å andra sidan motvilligt när det gällde att anställa utländska experter inom föga etablerade discipliner. Naturhistorieselskabet bildades 1788 för att säkerställa undervisning inom botanik, zoologi och mineralogi finansierad av privata fonder. Exempelvis föreläste Martin Vahl i botanik. Efter utnämningen 1795 av en professor i geologi och 1797 av en i botanik miste sällskapet gradvis sin betydelse. Det upplöstes snart och dess samlingar donerades till staten (mycket senare förenades de med universitets samlingar).